# Franz Abromeit
Franz Abromeit, född 8 augusti 1907 i Tilsit, Ostpreussen, Kejsardömet Tyskland, dödförklarad den 30 juni 1964, var en tysk Hauptsturmführer och tjänsteman vid Reichssicherheitshauptamt, Tredje rikets säkerhetsministerium. Han var en av Adolf Eichmanns medarbetare.
Abromeit inträdde i NSDAP och SS i slutet av 1930-talet. Han var mellan 1942 och 1944 Eichmanns rådgivare i Kroatien. År 1944 ingick han i Sondereinsatzkommando Eichmann som planerade och genomförde förintelsen i Ungern. Han försvann i Ungern senare samma år. Enligt en källa kan Abromeit ha dött år 1944.